# Tillfällig pandemilag
Den tillfälliga pandemilagen är i Sverige en tillfällig ramlag som ger regeringen befogenhet att besluta om bindande smittskyddsåtgärder under covid-19-pandemin.
Riksdagen klubbade igenom en proposition från regeringen om en tillfällig pandemilag som trädde i kraft den 10 januari och ska gälla till 30 september 2021. Den nya lagen innebär nya juridiskt bindande föreskrifter och bestämmelser för att motverka vidare smittspridning av covid-19 i samhället. Regeringen, kommuner och statliga förvaltningsmyndigheter får en större möjlighet att ingripa mot verksamheter som kan leda till ökad smittspridning. Huvudsyftet är att begränsa aktiviteter som ökar risk för smittspridning utan att påverka sådant som kan genomföras på ett smittsäkert sätt mer än nödvändigt . Vidare behövs möjlighet att kunna stänga ner verksamheter helt och begränsa folksamlingar på offentliga platser i särskilt allvarliga lägen, men sådana beslut ska underställas riksdagens prövning inom en rimlig tid. Länsstyrelsen är den tillsynsmyndighet som ska kontrollera att lagen efterlevs.
Verksamheter som omfattas av lagen:
- allmänna sammankomster och offentliga tillställningar
- platser för fritids- eller kulturverksamhet
- handelsplatser
- kollektivtrafik och inrikes flygtrafik
- platser för privata sammankomster
- beslut om särskilda begränsningar i enskilda fall

Handelsplatser och idrottsanläggningar måste införa begränsningar av antalet besökare så att varje person kan disponera 10 kvadratmeter i lokalen. Privata sammankomster i förenings-, fest- och uthyrningslokaler berörs också och där är maxgränsen satt till 8 personer.

## Brott mot pandemilagen
Riksåklagaren meddelade att privatpersoner, inklusive ungdomar mellan 15 och 18 år, som bryter mot pandemilagen kan straffas med bötesbelopp på upp till 2 000kr.  Polisen har möjlighet att utfärda böter direkt på plats för de som bryter mot lagen . 
Verksamheter som inte följer reglerna kan drabbas av förelägganden om vite eller stängning.

## Effekter på demokratin
Den tillfälliga pandemilagen är ett exempel på en nödåtgärd för att stävja smittspridningen i samhället. Lagen begränsar grundläggande fri- och rättigheter enligt grundlagen, t ex fri rörlighet, mötes- och föreningsfrihet, politisk organisering samt skydd för personlig integritet, vilket kan få negativa effekter på demokratin genom att makten förskjuts från medborgarna till staten. Europaparlamentet har granskat medlemsländernas pandemiåtgärder och betonar vikten av att eventuella åtgärder är proportionerliga, icke-diskriminerande, tidsbegränsade och rättssäkra, för att förhindra maktmissbruk och permanenta inskränkningar på demokratin. Advokatsamfundet har i sitt remissvar till det svenska lagförslaget påtalat risken för rättsosäkerhet i och med den mycket korta remisstiden på 1,5 arbetsdagar.

## Kritik mot lagen
Lagen kritiseras från flera håll och av olika instanser. I remissvaret från advokatsamfundet har man riktat kritik mot en alldeles för kort remisstid vilket gör att man inte haft tid att genomföra en grundlig granskning av lagtexten och analysera möjliga konsekvenser. Dessutom riktar flera instanser samt politiska partier kritik mot regeringen för att lagen har kommit alldeles för sent, vilket lett till att flera beslut som man hade behövt redan hösten 2020 kunnat genomföras först i januari 2021.
Oppositionen har varit kritisk mot att lagen inte behandlar ekonomisk ersättning för näringsidkare i drabbade verksamheter, och en majoritet i riksdagen röstade för ett tillkännagivande till regeringen att det måste finnas tydliga regler för kompensation för företag som drabbas ekonomiskt av pandemilagstiftningen. Regeringen avser att återkomma i frågan inom ramen för budgetprocessen. Regeringen håller med om att det behövs ett system för ekonomisk ersättning till de som drabbas av inkomstbortfall eller ökade kostnader till följd av lagen men menar att det inte går att reglera i ett särskilt ersättningssystem eftersom följderna varierar mycket beroende på vilka åtgärder som är aktuella för en viss verksamhet. Därför anser regeringen att frågan om ekonomisk ersättning ska hanteras i de förordningar som tas fram med stöd av ramlagen.